# Functional Airspace Block Europe Central
Im Rahmen des Projektes der Europäischen Union zur Schaffung eines einheitlichen europäischen Luftraums (Single European Sky – SES) haben sich mehr als 20 Partner zum Funktionalen Luftraumblock "Europe Central" – FABEC zusammengeschlossen. Neben den Mitgliedstaaten, die sowohl seitens der Verkehrsministerien als auch der sog. nationalen Aufsichtsbehörden – in Deutschland das Bundesaufsichtsamt für Flugsicherung – vertreten sind, engagieren sich auch die jeweils tätigen Flugsicherungsorganisationen. Neben dem FABEC-Vertrag als völkerrechtlichem Vertrag zwischen den Mitgliedstaaten regeln insbesondere Abkommen zwischen den jeweiligen Aufsichtsbehörden bzw. den Flugsicherungsorganisationen die Zusammenarbeit.
Der FABEC ist der einzige Funktionale Luftraumblock, der sich konsequent darum bemüht, einen gemeinsamen Leistungsplan umzusetzen. Dies entspricht der Grundidee des Single European Sky, dergemäss sich die Flugsicherungsorganisationen basierend auf den Verkehrsströmen zusammenschließen sollen, um über verstärkte Kooperation den Flugverkehr sicher, effizient und möglichst umweltfreundlich durch den Luftraum zu führen. 

## Mitglieder
Die Mitgliedstaaten des FABEC sind:
- Belgien
- Deutschland
- Frankreich
- Luxemburg
- Niederlande
- Schweiz

Die beteiligten (zivilen) Flugsicherungsorganisationen sind:
- Administration de la Navigation aérienne (ANA), Luxembourg
- DFS Deutsche Flugsicherung GmbH, Deutschland
- Direction des services de la Navigation aérienne (DSNA), Frankreich
- EUROCONTROL Maastricht Upper Area Control Centre (MUAC)
- Luchtverkeersleiding Nederland (LVNL), Niederlande
- Skeyes, Belgien
- Skyguide, Schweiz

## Geschichte
Der Vertrag über die Errichtung des funktionalen Luftraumblockes "Europe Central" wurde am 2. Dezember 2010 in Brüssel abgeschlossen. Von deutscher Seite wurde der Vertrag neben dem damaligen Verkehrsminister Peter Ramsauer auch von dem damaligen Inspekteur der Luftwaffe, Aarne Kreuzinger-Janik, und Peter Tempel als ständigem Vertreter der Bundesrepublik Deutschland bei der Europäischen Union unterzeichnet. Der Vertrag wurde durch den Deutschen Bundestag mit Gesetz vom 10. Juli 2012 ratifiziert.

## Zusammenarbeit
Die eigentliche Zusammenarbeit im FABEC findet im Rahmen verschiedener Arbeitsgruppen sowohl der Mitgliedstaaten als auch der beteiligten Flugsicherungsorganisationen statt. Für Deutschland ist in den staatlichen Gremien entweder das Bundesministerium für Verkehr und digitale Infrastruktur oder das Bundesaufsichtsamt für Flugsicherung sowie für den militärischen Bereich das Bundesministerium der Verteidigung bzw. das Luftfahrtamt der Bundeswehr, meist vertreten durch das Verbindungsbüro VBB im BAF, vertreten.

### Staatliche Gremien
- FABEC Council
- FABEC Bureau – 4 Committees (FB4C)
- FABEC States Bureau (FSB)
- Airspace Committee (AC)
- Financial & Performance Committee (FPC)
- NSA Committee (NSAC)
  - Changes TF
  - Training TF
  - Manual WG
  - Safety Performance & Risk Coordination TF (TF SPRC)
- Harmonisation & Advisory Committee (HAC)

### Gremien der Flugsicherungsorganisationen
- FABEC CEO Board (FCB)
- ANSP Advisory Group (AAG)
- Standing Committee Environmentally Sustainable Operations (ESO)
  - Environmental Working Group
  - Flexible Use of Airspace Expert Group
  - Airspace Projects (FRA, XMAN)
  - AIM Working Group
  - Head of ACC Working Group
- FABEC ANSP Office
  - Performance Management (PMG)
  - Social Dialogue (SD)
  - Communication (COM) Cell
  - InterFAB Coordination
  - FABEC Coordination Framework
  - Expert Pool (Safety, Tech, Finance, Institutional, Regulatory, Legal, HR, Training, Compliance)